# Wilhelm Kreutz (Widerstandskämpfer)

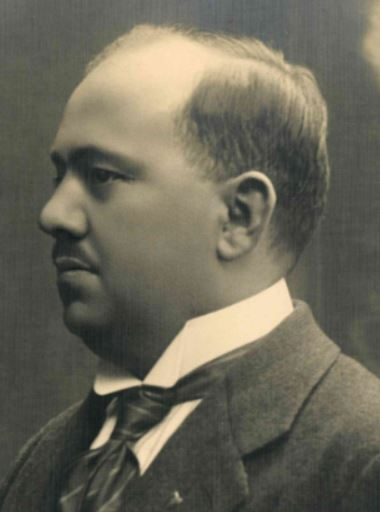
Widerstandskämpfer Wilheim Kreutz (1893–1945), Mitglied der Speyerer Kameradschaft

Wilhelm Kreutz (* 8. April 1893 in Berghausen; † nach dem 24. April 1945 im Nordwesten von Berlin, genauer Todesort nicht bekannt) war ein Widerstandskämpfer gegen den Nationalsozialismus, Mitglied der Speyerer Kameradschaft und Opfer des Nationalsozialismus.

## Leben
Wilhelm Kreutz wurde als Sohn des Schiffers Johannes Kreutz und seiner Frau Anna Maria (geb. Walburg) in Berghausen geboren. Im Ersten Weltkrieg war er Soldat (Pionier) an der Westfront. Die dortigen Todeserfahrungen prägten sein späteres Leben. Der Spenglermeister betrieb ein Geschäft in der Schulstraße 13 in Berghausen, war verheiratet mit Anna (geb. Fischer) und hatte fünf Kinder: Willibald (* 16. September 1922; † vermisst seit dem 8. Februar 1945 in der ehemaligen Tschechoslowakei), Waltraud (* 1928), Lotte (* 1929), Konrad (* 2. Februar 1936) und Roland (* 2. März 1937). Wann und wo Kreutz von der SS-Wachmannschaft auf einem Evakuierungstransport ermordet wurde, ist nicht bekannt. Er wurde letztmals am Abend des 24. April 1945 von Karl Ackermann aus Speyer in einer Scheune zwischen Nauen und Friesbeck lebend gesehen.

## Die Speyerer Kameradschaft
Kreutz wurde 1942 Mitglied der von Jakob Schultheis gegründeten Speyerer Kameradschaft, die durch Verrat von Herbert Lübbers im März 1944 von den Nationalsozialisten entdeckt wurde. Kreutz kam im Sommer 1942 mit Schultheis in näheren Kontakt, weil Schultheis' Sohn an der Ostfront gefallen war, der Schwiegersohn kein Interesse an Schultheis' Geschäft hatte und so unter den beiden Freunden die Idee entstand, den damals achtjährigen Sohn Konrad Kreutz das Maler- und Tüncherhandwerk bei Schultheis erlernen zu lassen. Kreutz wurde am 22. April 1944 von der Gestapo verhaftet und im Amtsgerichtsgefängnis in Speyer inhaftiert. Anschließend wurde er in das Konzentrationslager Buchenwald gebracht, von wo seine Frau die letzte Post am 20. Januar 1945 erhielt. In Potsdam wurde ab 9. Februar 1945 gegen Kreutz und neun weitere Mitglieder der Speyerer Kameradschaft vor dem 2. Senat des Volksgerichtshofes unter Vorsitz von Dr. Köhler verhandelt. Vertreter der Anklage als Vertreter des Oberreichsanwaltes war Landgerichtsdirektor Leopold Renz (1888–?).
Das Urteil, verkündet am 15. Februar: Vier Jahre Zuchthaus und vier Jahre Ehrverlust. Bestraft wurde er zum einen für seine finanzielle Unterstützung der mittellosen Familie von Ernst Thälmann und zum anderen dafür, gemeinsam mit weiteren Mitgliedern der Speyerer Kameradschaft „Feindsender“ gehört zu haben. Wegen der vorrückenden Roten Armee wurde er am 11. April vom Gefangenenlager Haus-Neiedorf nach Potsdam verbracht. Da die Alliierten herannahen sollte er weiter nach Hamburg verbracht werden. In den Tagen nach dem 24. April 1945, also knapp zwei Wochen vor Ende des Zweiten Weltkriegs, wurde Kreutz von der SS im Nordwesten von Berlin beim Marsch der Brandenburger Gefangenen ermordet.

## Nach 1945
Die Ehefrau ließ 1949 ihren Mann für Tod erklären. Die Familie von Wilhelm Kreutz lebte in den Nachkriegsjahren in Armut (die kleine Spenglerei konnte nach der Verhaftung von Wilhelm Kreutz nicht weiter betrieben werden) und musste in den Anfangsjahren der Bundesrepublik unter dem Verlust des Ehemannes und Vaters leiden.
Die Täter aus den Reihen der Justiz, der Gestapo und der SS wurden nicht belangt bzw. verurteilt. Über Verbleib des im Umfeld der Familie Thälmann eingeschleusten Verräters Herbert Lübbers ist nach dem Internierungslager (nach Kriegsende) im Nachkriegsdeutschland nichts bekannt. Er und die SS-Wachmannschaft, die Kreutz ermordeten, wurden nicht für ihre Taten zur Rechenschaft gezogen. Der Gestapo-V-Mann Alfons Pannek wurde 1949 vom Landgericht Hamburg zu zwölf Jahren Gefängnisstrafe verurteilt, das Urteil wurde aus formalen Gründen nicht rechtskräftig. Im Oktober 1951 stellte das Landgericht Hamburg das Verfahren mit der Begründung ein, er habe nicht gegen deutsche Strafgesetze verstoßen, sondern nur strafbare Handlungen angezeigt und bei der „Wiederergreifung entflohener Häftlinge“ mitgewirkt. Das Gericht, das Kreutz verurteilte (2. Senat des Volksgerichtshofes), war unter Vorsitz von Johannes Köhler, der nach dem Krieg als Staatsanwalt in Wuppertal tätig war. Über die „weitere Verwendung im Justizapparat“ des Vertreters der Anklage, Leopold Renz, ist nichts bekannt.